# 阿普罗城堡
阿普罗城堡（德語：Schloss A Pro）是位于瑞士中部乌里州的塞多夫的一座城堡，四面环水。

## 历史
阿普罗城堡得名于其建造者的家族，该家族来自勒文蒂纳地区的普拉托，于15世纪移居乌尔州。通过在圣哥达的贸易活动，他们在塞多夫建造了苏斯滕和商业建筑，以及在服务于法国王室的成功军事企业中积累了财富和声望。他们在1544/46年被法国国王和德国皇帝授予爵位。1513年以来，阿普罗家族一直有成员在乌尔州任职。1567年，彼得·阿普罗升任州大臣。1555年至1558年间，雅各布和彼得·阿普罗在他们的商业建筑附近建造了这座代表性的城堡，作为家族荣耀的象征。
1895至1896年进行了一次大修。1959年，乌里州政府从阿普罗家族信托手中购买了城堡，现在用作州政府举办代表性会议和集会的场所。1981年起，城堡的经济建筑成为乌里州水晶博物馆的所在地。2009年，这里还开办了一家典雅的城堡餐厅。